# Polly Holliday
Polly Dean Holliday (Jasper, 2 luglio 1937) è un'attrice statunitense, nota per aver preso parte alle serie TV Alice negli anni '70, grazie alla quale ha vinto due volte il Golden Globe per la miglior attrice non protagonista in una serie, e Flo nei primi anni '80.
Al cinema fu comprimaria in film importanti come Tutti gli uomini del presidente, Gremlins, Il dittatore del Parador in arte Jack, Mrs. Doubtfire - Mammo per sempre.

## Filmografia

### Cinema
- Kit e l'omicida (Lohngelder für Pittsville), regia di Krzysztof Zanussi (1974)
- Un uomo da buttare (W.W. and the Dixie Dancekings), regia di John G. Avildsen (1975)
- Distance, regia di Anthony Lover (1975)
- Tutti gli uomini del presidente (All the President's Men), regia di Alan J. Pakula (1976)
- Un tipo straordinario (The One and Only), regia di Carl Reiner (1978)
- Gremlins, regia di Joe Dante (1984)
- Il dittatore del Parador in arte Jack (Moon Over Parador), regia di Paul Mazursky (1988)
- Mrs. Doubtfire - Mammo per sempre (Mrs. Doubfire), regia di Chris Columbus (1993)
- Un marito... quasi perfetto (Mr. Wrong), regia di Nick Castle (1996)
- Genitori in trappola (The Parent Trap), regia di Nancy Meyers (1998)
- Stick It - Sfida e conquista (Stick It), regia di Jessica Bendinger (2006)
- Lo spaccacuori (The Heartbreak Kid), regia di Bobby Farrelly e Peter Farrelly (2007)
- Fair Game - Caccia alla spia (Fair Game), regia di Doug Liman (2010)

### Televisione
- Aspettando il domani (Search for Tomorrow) – serie TV, 6 episodi (1974)
- The Silence, regia di Joseph Hardy – film TV (1975)
- You Can't Take It with You, regia di Paul Bogart – film TV (1979)
- Alice – serie TV, 90 episodi (1976-1980)
- Flo – serie TV, 29 episodi (1980-1981)
- Soldato Benjamin (Private Benjamin) – serie TV, 3 episodi (1982-1983)
- Konrad – film TV (1985)
- Storie incredibili (Amazing Stories) – serie TV, episodio 2x10 (1986)
- Il cliente (The Client) – serie TV, 21 episodi (1995-1996)
- A Loss of Innocence – film TV (1996)
- It Must Be Love – film TV (2004)
- Quell'uragano di papà (Home Improvement) – serie TV, 5 episodi (1993-1999)

## Doppiatrici italiane
- Angiolina Quinterno in Alice, Flo, Genitori in trappola
- Rita Savagnone in Tutti gli uomini del presidente
- Isa Bellini in Gremlins
- Elsa Camarda in Fortuna a palate
- Franca Lumachi ne Il dittatore del Parador in arte Jack
- Flora Carosello in Mrs. Doubtfire - Mammo per sempre
- Miranda Bonansea ne Il cliente
- Aurora Cancian in Stick It
- Graziella Polesinanti ne Lo spaccacuori